# Rzymskie dziewczyny (serial telewizyjny)
Rzymskie dziewczyny  (ang. Baby) – włoski serial telewizyjny (dramat), którego twórczyniami są Andrea De Sica i Anna Negri. Serial został wyprodukowany przez Fabula Pictures i Nicolego De Angelisa dla Netflixa. 

Wszystkie 6 odcinków pierwszej serii zostało udostępnione 30 listopada 2018 na platformie Netflix.

## Fabuła
Głównymi bohaterkami serialu są Chiara Altieri i Ludovica Storti – dwie nastoletnie dziewczyny, mieszkające w Rzymie. Ich pozornie doskonałe życie jest w rzeczywistości złożone z niepewności, lęków i presji ze strony najbliższego otoczenia. Sytuacja skłania dziewczyny do ryzykownych zachowań, kontaktów z niewłaściwymi ludźmi oraz prostytucji.

## Obsada

### Główna
- Benedetta Porcaroli(inne języki), jako Chiara Altieri
- Alice Pagani(inne języki), jako Ludovica

### Role drugoplanowe
- Riccardo Mandolini(inne języki), jako Damiano Younes
- Chabeli Sastre Gonzalez(inne języki), jako Camilla
- Brando Pacitto(inne języki), jako Fabio
- Lorenzo Zurzolo, jako Niccolò
- Galatea Ranzi(inne języki), jako Elsa, mama Chiary
- Tommaso Ragno(inne języki), jako Fedeli
- Massimo Poggio, jako Arturo
- Mehdì Nebbou(inne języki), jako Khalid Younes, ojciec Damiano
- Giuseppe Maggio(inne języki), jako Fiore
- Mirko Trovato(inne języki), jako Brando
- Federica Lucaferri(inne języki), jako
- Marta Jacquier(inne języki), jako Francesca
- Beatrice Bartoni(inne języki), jako Vanessa
- Isabella Ferrari, jako Simonetta
- Claudia Pandolfi(inne języki), jako Monica
- Paolo Calabresi(inne języki), jako Saverio

## Kontrowersje
National Center on Sexual Exploitation skrytykował Netflixa za promowanie treści dotyczących prostytucji nieletnich.

## Lista odcinków

### Seria 1 (2018)
| Nr | # | Tytuł polski (tytuł oryginalny)  | Reżyseria      | Premiera          |
| -- | - | -------------------------------- | -------------- | ----------------- |
| 1  | 1 | Supermoce (Superpoteri)          | Andrea De Sica | 30 listopada 2018 |
| 2  | 2 | Marionetka (Burattino)           | Andrea De Sica | 30 listopada 2018 |
| 3  | 3 | Friendzone (Friendzone)          | Andrea De Sica | 30 listopada 2018 |
| 4  | 4 | Emma (Emma)                      | Anna Negri     | 30 listopada 2018 |
| 5  | 5 | Ostatnia próba (L'ultimo scatto) | Anna Negri     | 30 listopada 2018 |
| 6  | 6 | Miłość (#Love)                   | Andrea De Sica | 30 listopada 2018 |